# Kostas Tsimas
Konstandinos (Kostas) Tsimas, gr. Κωνσταντίνος (Κώστας) Τσίμας (ur. 4 czerwca 1936 w Teologos na Tasos, zm. 29 listopada 2005) – grecki polityk, parlamentarzysta krajowy, poseł do Parlamentu Europejskiego III kadencji.

## Życiorys
Uzyskał magisterium z nauk politycznych i administracji publicznej na New York University. Mieszkał w Stanach Zjednoczonych, gdzie pracował w biznesie. Działał w Panhelleńskim Ruchu Socjalistycznym (PASOK). Był jednym z założycieli tej partii, wchodził w skład jej komitetu centralnego. Należał do bliskich współpracowników Andreasa Papandreu. Był dyrektorem generalnym greckich służb pocztowych (ELTA), sekretarzem generalnym ministerstwa porządku publicznego i dyrektorem greckiego wywiadu.
Od 1989 do 1994 sprawował mandat eurodeputowanego III kadencji, należąc do frakcji socjalistycznej i zajmując stanowisko wiceprzewodniczącego Komisji ds. Swobód Obywatelskich i Spraw Wewnętrznych. W 2000 i 2004 z ramienia PASOK-u wybierany na posła do Parlamentu Hellenów X i XI kadencji.